# Jerry Ordway
Jerry Ordway (28 novembre 1957) è un fumettista statunitense, noto per la sua decennale collaborazione con la casa editrice DC Comics, in particolare con i personaggi di Superman e Capitan Marvel, in qualità di inchiostratore, disegnatore o sceneggiatore.
Ha scritto e dipinto il graphic novel Il potere di Shazam!.
Come inchiostratore, ha lavorato, tra gli altri, con Jack Kirby, John Buscema, Curt Swan, Steve Ditko e Gil Kane, nonché per George Pérez sulla saga Crisi sulle Terre infinite e Dan Jurgens su Ora zero.